# Belvì
Belvì (sardinsky: Brebì) je italská obec (comune) v provincii Nuoro v regionu Sardinie. Nachází se ve výšce 787 metrů nad mořem a má 556 obyvatel. Rozloha obce je 18,10 km².